# Felice Polanzani

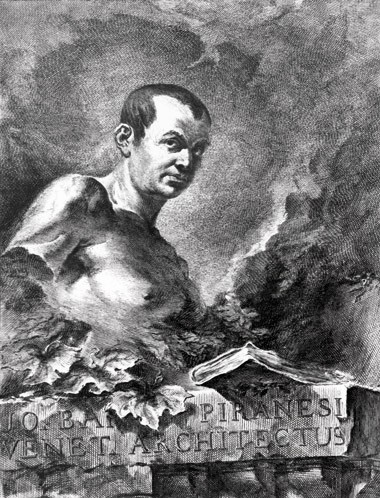
Frontespizio del volume di Piranesi Le antichità romane del 1756.

Felice Francesco Polanzani (Noale, 1700 – Roma, 1783) è stato un incisore italiano.

## Biografia
Non si hanno molte notizie sulla vita di questo artista. Si sa che lavorò a Venezia e poi si spostò a Roma, dove divenne Maestro d'Intaglio presso l'istituto di San Michele a Ripa. Con ogni probabilità fu anche uno dei maestri del grande architetto e incisore Gian Battista Piranesi.

## Opere
La sua opera più celebre è l'acquaforte raffigurante Giovan Battista Piranesi come busto romano scelta dallo stesso architetto come frontespizio del suo volume di incisioni Le antichità romane del 1756. Altre sue opere sono le incisioni per la Gerusalemme liberata tratte da disegni di Giovanni Battista Piazzetta e i ritratti incisi da opere di Antoon Van Dyck e di Giuseppe Nogari per un volume di "Ritratti di Uomini Illustri".
Si specializzò soprattutto nelle tecniche dell'acquaforte e del bulino.